# 臺灣黑金政治
黑金政治，簡稱黑金，是臺灣對於一種特殊政治現象的稱呼。黑金代表政治人物利用黑幫或賄選金牛等威脅利誘手段控制地方政治勢力，進一步取得民意代表或中華民國政府官員的位置。黑金出身的政治人物，通常在從政過程中，經常又會以貪污等方式來補回在選舉時使用的資金或回饋支持者。

## 兩蔣時代
在蔣中正及蔣經國父子執政的時代雖然沒有黑金一說，但沒有新聞自由及言論自由，無法報導醜聞，當時除了國家暴力問題外，買票、做票非常嚴重（如中壢事件），利益輸送等行為亦相當嚴重，剝蕉案顯示中央政府高層官員直接涉入黑金政治、並誣陷不肯行賄的商人入獄。當時因歷史背景緣故，黨國政府與香港、澳門、臺灣黑道及泰緬金三角毒梟之間已有相當程度的往來，江南案是早期政府扶持並藉用竹聯幫暗殺三面間諜的其中一例。自1970年代起即側身兩蔣黨政中樞，前中國國民黨秘書長宋楚瑜即表示「黑金產生很多問題，但不是從李登輝執政開始，如果全然怪一個人，不太公平。」此外，在1996年由飛星出版的「孫文與洪門青幫」一書中便提及蔣中正曾拜上海青幫（中華共進會）大亨黃金榮為師，是青幫的第二十三代弟子，屬“悟”字輩；電影《歲月風雲之上海皇帝》與《上海皇帝之雄霸天下》即是刻劃此一時期的人物背景故事。

## 李登輝執政時期
李登輝在「催臺青」政策下，繼任中華民國總統及中國國民黨主席以後，因內部有中國國民黨黨內主流與非主流（後造成國民黨分裂成新黨、親民黨等政黨）之二月政爭，外部又因甫解除戒嚴而開放黨禁，地方出現有黑道背景的人士開始參選各級地方首長及民意代表，使得「黑金政治」以及「台灣地方派系」迅速在當時政壇發展成形。不少黑道背景的人士「漂白」以謀求「保護傘」（議員於會期中，非經決議免受拘捕之特權），利用在地方的強大財力當選。在任時，利用職位為自己「護航」，造成當時臺灣政治混亂。最受矚目者如涉及多起議會暴力與議會外相關案件的無黨籍立法委員羅福助，其他著名的例子包括均為國民黨籍的屏東縣立法委員郭廷才、臺中市立法委員顏清標、屏東縣議長鄭太吉、屏東縣縣長伍澤元、嘉義縣議長蕭登標、彰化縣議長白鴻森與副議長粘仲仁等等。結果使得大眾對執政的國民黨失去信心，也是在執政55年的國民黨在2000年中華民國總統選舉失去執政權的原因之一。部分人士認為李登輝和他所重用的宋楚瑜、連戰、劉泰英、蘇志誠等人皆對不當之政商網絡負有無可推卸的責任。因此李登輝背負著「黑金教父」之稱。

## 陳水扁、馬英九、蔡英文執政時期（更新至2017年）

### 貪瀆行為與政府官員犯罪
陳水扁執政期間，從2006年開始相繼出現例如時任國策顧問的陳哲男等人的民主進步黨官員貪瀆弊案，而陳水扁的女婿趙建銘則涉及台開案，同時第一夫人吳淑珍也身陷收受SOGO禮券疑雲中。時任總統的陳水扁出面澄清自己家人與官員絕沒收取徐旭東給予的太平洋SOGO百貨相關禮券。若有，願下台負責，但之後又多次改變說法。導致2006年8月10日前民進黨主席施明德提出「百萬人民倒扁運動」，發動台灣各地百萬人民倒扁運動表達對扁政府不滿，亦導致民進黨在2008年總統選舉喪失執政權。卸任同年，陳水扁本人則因家庭密帳案等問題接受調查，後因龍潭購地案與買官案以實質影響力說三審定讞入桃園縣龜山的台北監獄服刑中。
2008年，國民黨重返執政，由馬英九擔任總統。2009年9月11日，民進黨籍總統府副秘書長馬永成國務機要費案二審判無罪 。特偵偵辦表示總統府公文佚失案中馬永成中無具體犯罪事證，因此予以簽結。
2012年6月27日，據《壹週刊》報導，前行政院秘書長林益世遭檢舉於立法委員及國民黨政策委員會執行長任內，以協助中鋼公司下游廠商「地勇選礦公司」續約為由，於2010年在鳳山家中向陳啟祥收取193萬美鈔現金，依當時匯率折換，高達新臺幣6300萬元的不當利益。6月29日民進黨立委趙天麟則召開記者會，公開表示聽過今年三月林益世索賄的40分鐘錄音，7月2日清晨4時10分，檢察官以觸犯《貪污治罪條例》的「違背職務收賄」、「對於職務上行為要求賄賂」等罪，認定林益世犯罪嫌疑重大，有串證、湮滅證據之虞，向臺灣臺北地方法院聲押禁見，召開羈押庭。林益世在接受12小時最高法院檢察署特別偵查組詢問後坦承索賄。林益世貪瀆案件為馬英九執政以來層級最高且最接近馬核心幕僚的貪瀆案件，讓人質疑即使標榜清廉自持的馬英九執政團隊，也不免被貪污份子滲透，民眾甚至傳出「趕走了黑金，迎來了貪腐；趕走了貪腐，迎來了黑金」表達對兩黨輪替依舊不免貪污輪迴的感慨。
國民黨副主席及行政院祕書長的林益世擔任立法委員時，以協助中國鋼鐵公司（中鋼）下游廠商「地勇選礦公司」續約為由，涉嫌向地勇公司負責人陳啟祥索取賄款。林的母親沈若蘭、妻子彭愛佳、舅父沈煥璋、沈煥瑤涉入其中。二審判決，林益世被依「違背職務收受賄賂罪」判處有期徒刑12年，褫奪公權8年。
2013年爆發台北雙子星弊案，國民黨籍台北市議員兼馬英九辦公室主任賴素如等民意代表與官員，涉嫌貪污。2014年10月，臺北地方法院以收賄罪名判決賴素如10年有期徒刑。
2015年8月31日，李朝卿因涉及南投莫拉克風災重建索賄弊案，遭南投地方法院一審判決30年有期徒刑，褫奪公權10年，法院認定僅李朝卿本人之涉貪所得就超過3千萬新台幣；同案被法院認定擔任「白手套」的簡瑞祺（李朝卿的妻舅）也被一審判處22年有期徒刑，褫奪公權9年。

### 黑道干政
2012年總統選舉期間壹周刊報導，馬英九曾分別於2008年初總統大選前與2009年中華民國縣市長暨縣市議員選舉前兩度和曾因軍火走私案(1998)被判刑八年、涉及職棒簽賭（1999年）、涉嫌行賄檢察官（2000年）並遭檢舉涉及六合彩大組頭簽賭案（2006年）的地下賭盤總組頭之一的陳盈助密會，引發時任民進黨發言人莊瑞雄質疑與各界的關切。但陳盈助友人時任民進黨立委陳明文等則稱陳盈助目前在嘉義縣扮演的角色已是好人，那些都只是過去。
前國民黨中央委員、馬英九的大姐馬以南 於2007年6月赴廣東深圳和因違反《組織犯罪防治條例》遭臺灣臺北地方法院檢察署通緝中的竹聯幫大老、黑道「白狼」張安樂會面，兩人甚至毫不避嫌地一起出席當地台商的聚會為馬英九拉票募款約兩千萬元；事後，兩人還有第二次的支持馬英九閉門秘密會議。
馬以南於2007年秋代表馬英九為涉嫌盜採曾文溪砂石、行賄官員、與中華職棒詐賭案被起訴的該黨台南縣議會議長吳健保參選立委站台助選。吳健保於2011年因此三項罪名分別被判處有期徒刑3年6個月與2年、議員資格遭解除、褫奪公權1年。馬以南也在該黨台中縣立委江連福因賄選被檢方偵辦後前往其競選總部加油打氣。
2011年11月，前立委周五六指控馬英九因2012年總統選舉選情真的告急，透過馬以南從北到南到處整合有黑金背景的議員、鄉鎮市長、及地方角頭，更在中國大陸透過外省掛幫派勢力協助輔選。他強調絕對有憑有據，指控的事情都是事實，不怕被告，只是擔心對出面請吃飯的朋友「歹勢」，才不願意說的太白。他透露，有吃過飯的兄弟抱怨「選舉時被當個寶，選後就被踹一腳。」
吳敦義遭媒體報導2008年擔任國民黨秘書長時曾和妻子蔡令怡、南投縣縣長李朝卿夫婦及有殺人恐嚇等逾30項前科且仍屬假釋身分的中部角頭大哥江欽良一起赴峇里島旅遊，江欽良還在吳敦義接任行政院院長後對外表示自己是吳敦義的「換帖兄弟」，並替李朝卿成立後援會助選，遭民進黨質疑涉嫌官商勾結。但江欽良則表示當時民進黨的候選人李文忠亦有曾尋求其支持，而時任民進黨草屯黨部主委黃文君則坦承李文忠是在她牽線下見面，李文忠則否認。
親民黨籍中央選舉委員會委員趙叔鍵爆料說國民黨秘書長吳敦義曾於2007年底打電話關說，要他在審查南投縣立委候選人林明溱資格案中放水支持。林明溱因於2002年涉嫌期約賄選遭判2年褫奪公權、2年緩刑，依照《公職人員選舉罷免法》第26條規定，曾犯行賄判決確定者，不得登記為候選人。但趙叔鍵卻以緩刑期滿為由，護航林明溱通過資格審查。
國民黨提名之立委蕭景田原為白鴻森任彰化縣議會議長時之副議長，係民國73年全台第一件殺警奪槍案的主嫌，因兩名被害人當場中彈喪命，其他三名在場者都是蕭景田的保鑣與朋友，蕭景田被起訴後，其供詞即避重就輕將相關責任推得乾乾淨淨，最後僅以協助棄屍、使犯人隱避等罪，各處2年及6月徒刑，合併判刑2年4個月確定。出獄後極力漂白，但身邊助理、樁腳幾乎多有黑道背景，且近年資產暴增40億，地方關於蕭利用人頭非法經營賭場謀利的傳聞不斷。
國民黨立委蕭景田、林明溱和張嘉郡（張榮味之女兒）等人提案修法，讓曾涉及賄選等妨礙投票罪者仍可參選2010年5月之農田水利會會長、會務委員，遭批評為國民黨派系內鬥分贓的產物。
2010年直轄市五都市長及市議員選舉前夜的連勝文槍擊案（又稱1126槍擊事件、永和槍擊案）綠營質疑是部分國民黨政治人物與黑金勢力的糾纏，而衝擊到之後選情，藍營則認為是選舉暴力，呼籲對手陣營不應放縱支持者做出如此行為。

### 司法爭議與政治糾紛
1994年二月，國民黨籍周五六欲競選台南縣副議長時，被控招待議員出國旅遊賄選，一、二審法院均判周有罪，2001年間台灣高等法院台南分院更三審卻改判無罪，當時擔任此案陪席法官的法官徐宏志涉嫌收賄新台幣725萬元至1千多萬元而遭台南地檢署起訴，南檢調查發現周五六的妻子周陳秀霞得知徐宏志喜歡打麻將，常利用牌局機會接近徐宏志建立交情，再和徐宏志私下討論周五六的案情，最後在周五六獲判無罪後，周陳秀霞透過洗錢方式送交賄款給徐宏志。
在馬英九首長特別費案裡，一審、二審皆判決馬英九無罪，2008年4月24日三審無罪定讞，但同案被告的余文則被執行有期徒刑一年定讞。馬英九無罪卻判余文有罪的判決，遭到綠營民眾的質疑。但在2007年時任台南市長許添財與副市長許陽明特別費案，之後檢查官給予許添財予不起訴處分，而副市長許陽明則遭檢查官依貪瀆罪起訴而前副總統呂秀蓮和前行政院院長游錫堃以及曾擔任外交部長的陳唐山也因特別費遭起訴，之後許陽明案成為台灣綠營第一位受到特別費起訴且第一位判決無罪定讞的政治人物，而後續綠營尚有副總統及多位部長受起訴尚在審理中，但最後以立法院通過特別費除罪化而結束問題；但綠營人士在各方媒體上，已將余文已經成為他們口中「代罪羔羊」及「頂罪」的同義詞；親民進黨人士堅持宣稱對於馬英九的判決是錯誤的判決。
在陳水扁家庭密帳案裡，由於前總統陳水扁自民國97年（西元2008年）11月12日至12月13日、 民國97年12月30日被收押在臺灣臺北看守所，泛綠陣營中挺扁和反扁派全面認為「司法已經走向辦綠不辦藍」，一些反扁的綠營人士因為司法惡搞而由反扁走向挺扁。而泛藍陣營對此則認為這是泛綠為了轉移案件焦點所做出的一貫伎倆。雙方都互斥對方在"利用政治來影響司法"；但連馬英九的老師都對中華民國司法及台灣的意見領袖提出與泛綠觀點類似的警言。
「檢調司法系統嚴以待綠寬以待藍」是泛綠的共識，泛綠民眾認為司法檢調監察體系看似願意辦理民代的賄選案，卻對於與馬英九有強烈關係的泛藍弊案（經常出包的貓纜、文湖線與國光疫苗、富邦賤價收購台北銀行、五楊高案等）他們認為不是無視就是隨便辦辦。綠營民眾認為司法系統將非錯誤政策的選商與政治獻金連結、做為陳水扁涉案的證據；如果將錯誤政策與政治獻金連結，綠營民眾堅信許多馬英九主導的BOT案中，會有明確的弊案證據；但藍營民眾認為若真是如此，司法單位便不會讓多位賄選以及其他犯罪行為的藍營人士（層級高到林益世）被判入刑，反而認為民進黨人士善用「政治迫害」等口號來替自己的「不法事實」脫罪，並達到支持群眾製造輿論壓力來加諸於司法上；但泛綠很早就指出，司法系統主動偵辦泛藍的小咖人物只是為了製造公平假象、指責泛藍支持者也只是藉由泛藍小案也被辦來自我安慰；當司法系統遇到泛藍大人物，是能不辦就不辦，就算非辦不可時，也會替最高層築防火牆（其中林益世案中，特偵組是到了罪證確鑿才開始偵辦及羈押林益世，但沒有辦到吳敦義就是明證）
三立電視台與民視報導雲林縣的前國民黨籍立委張碩文在臉書PO文批評放無薪假與政府美化數據，國民黨雲林縣黨部主委便寫了一份輔選報告給馬英九總統旁邊的親信，說張碩文不支持國民黨，導致馬英九總統的「親信」當場拍桌震怒，還拿父親張輝元官司「恐嚇」張碩文說「難道他不怕父親的官司嗎？」（張碩文因為賄選而被判當選無效，喪失立委資格，他的父親張輝元則涉及幫兒子賄選，二審判五年，全案仍在上訴中。）張碩文認為他被恐嚇了，覺得父親可能會因此得到不公平的審判，擔心父子遭到政治追殺。
蘋果日報社論中批評馬英九所提拔的檢察總長黃世銘因為黨性過強，對台灣政治造成負面影響。他曾大動作偵辦並起訴前民進黨籍澎湖縣縣長高植澎，理由非常牽強，有七名護理師被一起起訴，其中兩名護理師因為受不了誣告壓力而死亡；而後全部被判沒有貪污，只有高植澎被過於牽強的理由判決偽造文書。檢查總長黃世銘堅持在興票案不起訴宋楚瑜，也被認為是放水。2011年12月，台灣蘋果日報以社論指出，黃世銘與特偵組辦綠高調認真、又故意洩密，辦藍則是遵循偵察不公開、但拖延又敷衍了事。
而在2009年，更有天道盟份子、檢察官及警察共飲宴，還不滿砸店的事件發生。

### 賄選
立法院於2007年11月修正《公職人員選舉罷免法》，增列提名賄選候選人的政黨可被處以連坐處分，賄選政黨遭連坐處分至2012年12月共有68件，其中國民黨就占57件（84%），民進黨有9件（13%），親民黨與大道慈悲濟世黨各1件（3%）。國民黨因為這57件提名賄選候選人而被連坐裁罰的罰款，累計達4500多萬元，其中大多數都是發生在2008年5月20日馬英九總統上任之後，甚至大部分是發生在2009年10月17日馬英九兼任國民黨主席之後。民進黨則遭罰款700多萬元。

### 外省掛的黑道勢力對集會結社採訪使用暴力
2005年國民黨主席連戰訪中國大陸行程，於機場遭反對者抗議，卻不幸發生426機場暴力事件，抗議中的反對人士遭到一群「黑衣人」集體暴力攻擊，事後證實施暴的所謂黑衣部隊皆具竹聯幫捍衛隊及萬華堂等幫派背景，是有組織性的策動行為。2006年紅衫軍街頭遊行倒扁活動的隊伍中，中華統一促進黨黨主席林正杰依竹聯幫老大「白狼」張安樂（該黨總裁）指示，要組「天使護衛隊」參與遊行活動。多是外省掛所為
2009年春，因言行引發爭議而遭政府免職的前行政院新聞局公務員郭冠英返台當日，張安樂派遣手下黑衣人至機場保護郭冠英，並攻擊現場記者及民眾，以多次換車的方式協助郭冠英脫身。機場事件後數日，航警局表示沒有看見黑衣人動粗，但媒體卻出示畫面證實有拍到。
2009年8月31日，西藏精神領袖第十四世達賴喇嘛於八八水災後應邀抵台訪問赴莫拉克颱風災區撫慰災民，期間卻遭具竹聯幫背景的黑衣人士抗議嗆聲，事後張安樂公開承認抗議事件是由他策動的。
2014年4月1日，竹聯幫大老、中華統一促進黨總裁張安樂，於當天動員數百「反學運」「反反服貿」群眾欲衝入立法院。
2017年1月7日，香港社運人士、香港眾志秘書長黃之鋒及香港立法會3名議員於7日來台灣訪問時，遭到愛國同心會與四海幫及竹聯幫（統促黨）分子火爆「接機」。
2017年9月，幫派分子及統促黨涉入台大校門流血衝突（台大濺血案）。

## 相关事件
- 賄選
- 江南案
- 富邦案
- 剝蕉案
- 臺灣黑道
- 高雄捷運外勞弊案
- 陳水扁家庭密帳案
- 中國國民黨黨產爭議
- 會計法第99-1條修正烏龍事件

## 有关人物
- 李登輝
- 連震東
- 鄭太吉
- 蕭登標
- 朱安雄
- 陳哲男
- 陳致中
- 葉盛茂
- 陳由豪
- 吳乃仁
- 林益世
- 賴素如
- 江欽良
- 李朝卿
- 蕭景田
- 林滄敏
- 白鴻森
- 鄭汝芬
- 羅福助
- 顏清標
- 張榮味
- 蔡永常
- 周五六
- 吳健保
- 張安樂
- 李承龍
- 黃承國
- 陳明文
- 葉世文
- 林秉樞
- 伍澤元
- 林姿妙

## 外部連結
- 邱太三; 鄒景雯. . 自由時報. 2013-02-04. （原始内容存档于2016-03-25）.

- 經濟學人：A watched frog never boils （页面存档备份，存于）（中文版翻譯 （页面存档备份，存于），本文包含對於臺灣今日司法部分存疑的描述）